# Camponotus sklarus
Camponotus sklarus är en myrart som beskrevs av Bolton 1995. Camponotus sklarus ingår i släktet hästmyror, och familjen myror. Inga underarter finns listade.